# Nicolae Alecsandrescu
Nicolae Alecsandrescu (n. 1923 - d. 1993) a fost un deputat român în legislatura 1992-1996, ales în județul Arad pe listele PNȚCD.